# Слой Дюа
Слой Дюа — один из слоёв роговой оболочки глаза. Его открытие, о котором было объявлено в 2013 году, внесло коррективы в представления о функционировании человеческого глаза.
Ранее считалось, что роговица состоит из пяти слоёв: передний эпителий, боуменова мембрана, строма, десцеметова оболочка и эндотелий роговицы.
Слой Дюа, толщиной всего около 15 микрон, отличается высокой прочностью, выдерживая давление 150—200 кПа, и находится между стромой и десцеметовой оболочкой.
Название слою Дюа дано в честь обнаружившего его ученого, Харминдера Дуа из Ноттингемского университета.
Открытие позволяет объяснить ряд заболеваний, таких как водянка роговицы, и, по мнению учёных, позволит радикально улучшить результативность кератопластики.
Дюа и его коллеги обнаружили новый слой между стромой и десцеметовой оболочкой благодаря трансплантациям роговицы и трансплантатам на глазах, завещанных для научных исследований. Они впрыскивали крошечные пузырьки воздуха, чтобы разделить различные слои роговицы и исследовали каждый из них с помощью электронного микроскопа.